# Etienne Capion
Etienne Capion (flor. 1722) var ejer af et teaterprivilegium og spillede i begyndelsen af 1720'erne tyske og franske stykker i komediehuset i Lille Grønnegade.
Etienne Capion var en indvandret franskmand født i Lanquedoc som kom til Danmark i 1699 efter at have boet i Hannover nogle år og blev gift dernede med Susanne le Creux. Han fik 3 børn i Hannover og 3 i København.
Om Capion findes kun få oplysninger. Han menes at være indforskrevet til Danmark fra Frankrig i slutningen af det 17. århundrede som maskinist og teatermaler ved en fransk trup, fik 1703 tilladelse til at vinde borgerskab i København som vinhandler, gjorde under Frederik IV felttoget mod Sverige med som "Hof- og Stabs-Traiteur" (marketender) og fik 17. maj 1720 privilegium på at anlægge et komediehus i København.
Af general Arnoldt  lånte han 7000 rigsdaler til opførelse af teatret på en parcel mellem lille Grønnegade og Gothersgade, mod at han satte
privilegiet i pant for lånet. Han fik privilegiet yderligere udvidet og stadfæstet 12. maj 1721 og begyndte endelig 20. januar 1722 forestillingerne på Grønnegades scene.
Samme år trådte han i en art interessentskab med René Montaigu, der havde fået bevilling på at opføre skuespil på det danske sprog, men allerede i juli 1723 måtte Capion flygte for vekselgæld, kom tilbage, blev sat i gældsarrest, og hans teater blev udlejet til Montaigu. I 1724 søgte
han forgæves om tilladelse til "at agere danske Komedier i Norge", og nu vides intet om ham, indtil han i 1738 ligeledes forgæves ansøger om at måtte nedsætte sig som gæstgiver i Odense.
Capion, der synes at have levet endnu ved udgangen af 1747, var gift med Susanne le Creux (rimeligvis: la Croix), med hvem han havde flere børn, og var efter al sandsynlighed besvogret med Montaigu.
Litteratur anvendt af Edgar Collin i DBL:
Thomas Overskou: Den danske Skueplads, I.
Erich Christian Werlauff: Historiske Antegninger til Holbergs Skuespil.
Danske Samlinger, II.
Noter
1. ↑  General Arnoldt: Hans Jacob Arnoldt, 1669-1758, født på gården Haugen i Spydebergs Sogn i Norge, DBL-opslag Arkiveret 4. august 2009 hos  Wayback Machine
2. ↑  Senere på året 1722, den 23. september, blev der for første gang spillet komedie i Danmark med dansk tekst. Det skete på den første danske skueplads, teatret i Lille Grønnegade, som den fransk-danske skuespiller og teaterdirektør René Magnon de Montaigu åbnede denne dag. Åbningsstykket var Molières Den Gerrige (Gnieren, L'Avare).